# Eight Easy Steps
Singles de Alanis Morissette
Out Is Through
(2004) Crazy
(2005)
Clip vidéo
(en) [vidéo] « Eight Easy Steps (officiel) (réalisation : Liz Friedlander) », sur YouTube
Pistes de So-Called Chaos
-
(0) Out Is Through
(2)
Eight Easy Steps est une chanson rock écrite par Alanis Morissette pour son sixième album studio, So-Called Chaos . Titre d' ouverture de l'album, il est sorti en 2004 en tant que troisième (et dernier) single de So-Called Chaos . La chanson atteint la neuvième place du Billboard Hot Dance Music/Club Play et la 27e du Top 40 des adultes. Le single  est accompagné d'un clip musical réalisé par Liz Friedlander et dont une des originalités techniques sera de réutiliser différents extraits d'anciennes images d'Alanis Morissette toutes synchronisées sur Eight Easy Steps.

## Composition
Eight Easy Steps est un titre composé en A♭ majeur. Sa signature rythmique repose sur un chiffrage commun de mesure en 
 et progresse à un rythme modérément rapide de 132 battements par minute. Ses couplets sont réglés sur un rythme moyen-oriental. Le spectre vocal d'Alanis Morissette s'étend sur une gamme de près d'une octave et demie, allant de A♭3 à C5.

## Paroles

### Linguistique du titre

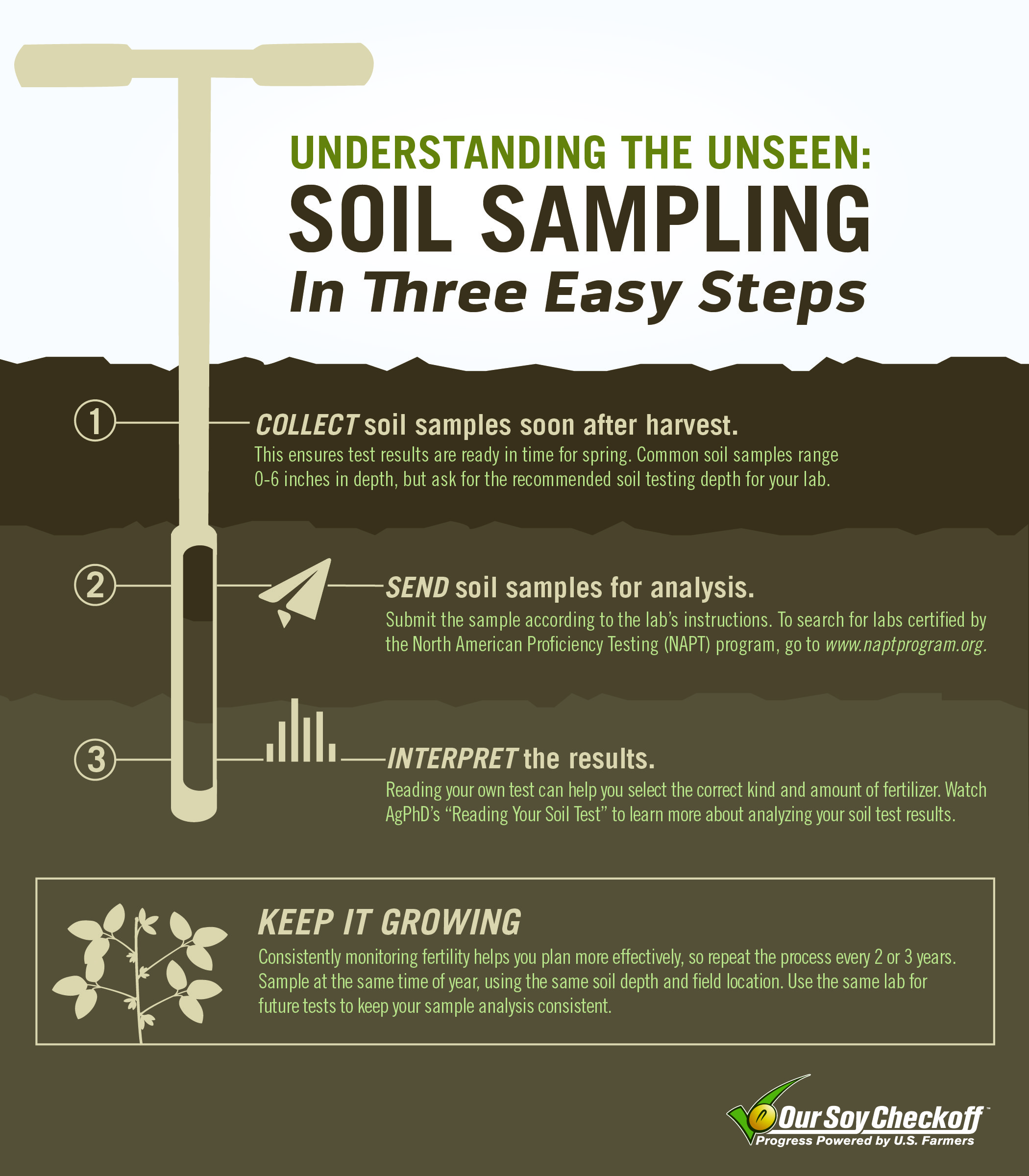
L'échantillonnage des sols en trois étapes faciles, soit cinq étapes de moins qu'Alanis Morissette ! (crédit : United Soybean Board, 21417718635)

Le titre Eight Easy Steps (prononcé en anglais : /eɪt ˈiːzi stepz/) pourrait se traduire en français par Huit étapes faciles à la manière des argumentaires de vente des camelots ou bien des notices explicatives de meubles à monter soi-même.

### Sens général
Contrairement à ce qu'annonce le titre, et à l'inverse aussi de 21 Things I Want in a Lover, qui détaillait ses vingt-et-un critères par le menu (au grand damne de certains critiques de la profession), la chanson Eight Easy Steps de décrit pas huit étapes, d'ailleurs, le titre n'indique ni le but et la nature de ces huit étapes. Huit étapes pour ?
La chanson peut être considérée comme une discussion sur l'auto-assistance, avec le message que c'est le « cours d'une vie» , mais l'aide qui est réellement offerte dans la chanson est ironique, avec des lignes comme « Comment se mentir à soi-même et ainsi à tout le monde » et « Comment contrôler quelqu'un pour qu'il soit une copie conforme de vous. ».

## Le regard des critiques
Stylus Magazine donne à la chanson une critique négative, y voyant une tentative « placide et sans coup férir » de recréer le son hard rock de son single de 1995 You Oughta Know. PopMatters est en désaccord, précisant que le refrain est « un pur moment de rage alanissienne » et un des rares rendez-vous énergiques de l'album. Le New York Times qualifie la chanson de « triomphante ». et The Guardian a trouvé la distorsion de la chanson efficace, ainsi que sa « rage metal à la Nine Inch Nails ».

## Clip musical
Le clip vidéo de la chanson est réalisé par Liz Friedlander, qui a déjà collaboré avec Alanis Morissette pour le clip de You Learn. La vidéo s'ouvre sur une scène d'Alanis Morissette en répétition avec son groupe d'accompagnement. Alanis Morissette entonne Eight Easy Steps puis les images changent et présente la chanteuse, toujours interprétant Eight Eady Steps mais  dans ses anciens vidéoclips.
Les connaisseurs reconnaîtront les images de ses différentes interprétations : l'Alanis qui progresse dans la foule au milieu de la route de Everything, l'Alanis en studio d'enregistrement de Hands Clean (réalisé par Francis Lawrence, en janvier 2002), celle en tenue d'Eve de Thank U (par Stéphane Sednaoui, octobre 1998), celle qui fait la roue de You Learn (par Liz Friedlander, juillet 1996), les Alanis en voiture de Ironic (par Stéphane Sednaoui, janvier 1996), l'Alanis dans la parade à Brooklyn de Hand in my Pocket (par Mark Kohr, octobre 1995), l'Alanis enragée du désert de You Oughta Know (par Nick Egan, juillet 1995)
La chronologie inversée des vidéoclips donne à comprendre que Eight Easy Steps  remonte le temps, après les images de You Oughta Know nous arrivons à une période pré-Jagged Little Pill, son premier succès international. Les images de cette période sont davantage connues du public canadien.
Le clip passe donc à Walk Away (réalisation de Dennis Beauchamp, 1991) en compagnie de l'acteur Matt LeBlanc (interprète de Joey dans Friends). La synchronisation des lèvres s'applique aussi à lui, ce qui le fait chanter Eight Easy Steps avec la voix d'Alanis, non sans apporter un certain effet cocasse. Puis l'image passe à l'Alanis du clip Too Hot (Leslie Howe, 1991), 17 ans, en noir et blanc, où on la voit danser dans la rue, brushing de fin des années 80 et un rythme début des années 90, le tout dans un style Paula-Abdulesque. Puis le clip se poursuit avec des apparitions télévisées comme You Can't Do That on Television et de plus en plus jeune, on passe à des vidéos d'archives familiales, jusqu'à la naissance où Alanis nouveau-née poursuit Eight Easy Steps.
Les scènes sont éditées numériquement pour synchroniser les mouvements de lèvres et créer l'illusion que Alanis Morissette avait chanté Eight Easy Steps dans chaque clip. Il a fallu plus de seize heures à Alanis Morissette pour recréer ses expressions faciales à partir des clips. Liz Friedlander ajoute : « Ça faisait bizarre de regarder les images d'Alanis d'aujourd'hui côte à côte avec ses premières images… Sa capacité à faire correspondre ses anciens gestes donnait une drôle de sentiment un peu perturbant. ». La vidéo culmine à la 11e place du VH1 Top 20 Video Countdown .

## Disponibilités du titre
1. « Eight Easy Steps » (Thick Dick Filter Mix)[13] – 6:56
2. « Eight Easy Steps » (Jez Colin & Flipper Dalton Remix)[13] – 6:35
3. « Eight Easy Steps » (The Orange Factory Remix)[13] – 6:58
4. « Eight Easy Steps » (Smitty & Gabriel D. Vine Remix)[13] – 7:03

Un deuxième single acoustique était prévu avec plus de morceaux des Vancouver Sessions. Cependant, le projet a été abandonné avant sa sortie

## Crédits et collaborateurs
- Chant : Alanis Morissette
- Guitare : Joël Shearer
- Producteurs : Alanis Morissette, John Shanks, Tim Thorney
- Mixage audio : Chris Lord-Alge, Adam Schiff